# Lepidolopha krascheninnikovii
Lepidolopha krascheninnikovii là một loài thực vật có hoa trong họ Cúc. Loài này được Czil. ex Kovalevsk. & N.A.Safralieva mô tả khoa học đầu tiên năm 1984.